# ارمو (رامسر)
ارمو روستایی در دهستان جنت رودبار بخش مرکزی شهرستان رامسر استان مازندران ایران است.

## جمعیت
بر پایه سرشماری عمومی نفوس و مسکن در سال ۱۳۹۵ جمعیت این مکان این روستا بدون جمعیت بوده‌است.